# Elía María Blanco Barbero
Elía María Blanco Barbero (Cabezuela del Valle, 20 de enero de 1964) es una política española del Partido Socialista Obrero Español (PSOE), alcaldesa de Plasencia entre 2003 y 2011 y diputada por Cáceres de la IV Legislatura de la Asamblea de Extremadura.

## Biografía
Nacida en Cabezuela del Valle, es técnico administrativo. Concejala en el ayuntamiento de Plasencia entre 1987 y 1991, fue elegida en 1995 diputada a la Asamblea de Extremadura, y en 1996, senadora por la provincia de Cáceres, donde fue portavoz adjunta del Grupo Socialista y miembro de la comisión de Economía y Hacienda. 
En 1999 fue elegida alcaldesa de su pueblo natal, Cabezuela del Valle. En 2003 no optó a la reelección al encabezar la lista del PSOE al ayuntamiento de Plasencia. Tras la celebración de los comicios fue elegida alcaldesa de Plasencia al obtener su lista 10 concejales, frente a 6 del Partido Popular (PP) y 5 de Compromiso por Plasencia, formación escindida del PP y encabezada por el alcalde saliente José Luis Díaz Sánchez. En 2007 encabeza de nuevo la lista al ayuntamiento de Plasencia, y aunque empató a 10 concejales con el PP, tras pactar con el único edil de Unión del Pueblo Extremeño, partido escisión del PP, resultó reelegida alcaldesa. Compaginó su cargo de alcaldesa de Plasencia con el de vicepresidenta de Caja Extremadura y miembro del Comité Federal del PSOE.

### Condena por corrupción
En junio de 2011 cedió la alcaldía de Plasencia a Fernando Pizarro, del PP. Condenada a dos años y un día de prisión por un delito de fraude y prevaricación, en mayo de 2015 ingresó en prisión en la cárcel de Ávila.